# Geiersthal
Geiersthal település Németországban, azon belül Bajorországban. Lakosainak száma 2230 fő (2023. december 31.). Geiersthal Viechtach és Teisnach községekkel határos.

## Népesség
| Lakosok száma | 1071 | 1933 | 1950 | 2085 | 2159 | 2157 | 2217 | 2209 | 2200 | 2230 |
|               | 1875 | 1950 | 1975 | 1987 | 2012 | 2014 | 2016 | 2017 | 2021 | 2023 |